# (16524) Hausmann
(16524) Hausmann est un astéroïde de la ceinture principale.

## Description
(16524) Hausmann est un astéroïde de la ceinture principale. Il fut découvert le 17 janvier 1991 à Tautenburg par Freimut Börngen. Il présente une orbite caractérisée par un demi-grand axe de 2,43 UA, une excentricité de 0,13 et une inclinaison de 1,3° par rapport à l'écliptique.

## Compléments